# Liste der Naturdenkmäler im Bezirk Salzburg-Umgebung
Die Liste der Naturdenkmäler im Bezirk Salzburg-Umgebung listet alle als Naturdenkmal ausgewiesenen Objekte im Bezirk Salzburg-Umgebung im Bundesland Salzburg auf.

## Naturdenkmäler
| Foto |                 | Name                                                          | ID       | Standort | Beschreibung | Fläche    | Datum      |
| ---- | --------------- | ------------------------------------------------------------- | -------- | --- | --- | --------- | ---------- |
| 1    | Datei hochladen | Linden bei Winkl                                              | NDM00185 | Anthering KG: Anthering GrStNr: 289 Standort | Das Naturdenkmal besteht aus fünf Linden, die sich westlich des Winklgutes in Anthering befinden und aus der Ferne eine scheinbar gemeinsame Krone bilden. | 409 m²    | 25.03.1982 |
| 1    | Datei hochladen | Birnbaum in Furithal                                          | NDM00229 | Anthering KG: Acharting GrStNr: 1730 Standort | Der Birnbaum in der Katastralgemeinde Acharting besitzt einen wuchtigen Stamm, eine feinästelige Krone und laut Gutachten eine selten schöne Form. | 39 m²     | 03.07.1990 |
| 1    | Datei hochladen | Baumgruppe in Maria Plain                                     | NDM00158 | Bergheim KG: Bergheim I GrStNr: 1415; 1450/2; 1592; 1597; 1602; 1603; 1604; 1606; 1639/2; 2142/1 Standort                                                                 | Die Baumgruppe am Endpunkt des Kreuzweges nach Maria Plain besteht aus zwei Linden und fünf Eichen. Im LSG Plainberg (LSG00049). | 0,58 ha   | 21.06.1978 |
| 1    | Datei hochladen | Linde bei der Plainkirche in Bergheim                         | NDM00209 | Bergheim KG: Bergheim GrStNr: 1617 Standort | Eine etwa 180-jährige Winterlinde westlich der Wallfahrtskirche Maria Plain. Im LSG Plainberg (LSG00049). | 707 m²    | 11.06.1987 |
| 0 BW | Datei hochladen | Bräu-Eiche in Berndorf                                        | NDM00238 | Berndorf bei Salzburg KG: Berndorf GrStNr: 3269; 2585 Standort | Die Eiche hat eine kugelige, 1985 durch einen Sturm etwas zerzauste Krone. Sie hat eine Höhe von gut 22 m, eine Krone von 25 m und einen Umfang von 3,8 m. | 0,2 ha    | 09.06.1992 |
| 1    | Datei hochladen | Linde am Thurn, Berndorf                                      | NDM00240 | Berndorf bei Salzburg KG: Großenegg GrStNr: 1692 Standort | Die Winterlinde befindet sich auf einem Wiesenhügel des auslaufenden Haunsbergs und teilt sich in rund zwei Meter Höhe in mehrere Einzeläste. Sie ist gut 16 m hoch, mit einer Krone von 15 m und 2,3 m Stammumfang. | 707 m²    | 09.06.1992 |
| 1    | Datei hochladen | Strubklamm                                                    | NDM00167 | Ebenau, Faistenau GrStNr: 829/2, 808/1, 830, 808/14, 808/2, 850/4, 811/1, 788, 850/1, 786/1, 387/3, 152/9, 272/2, 279/1, 282, 284, 285, 303/4 303/5, 303/1, 287; Standort | Die im unteren Bereich enge, oben breiter werdende Klamm des Almbaches weist teilweise senkrechte Wände auf und ist bis zu 100 m tief. Im Winter entstehen große Eisvorhänge. Die Vegetation der Klamm besteht teils aus Föhren, im oberen Teil findet sich dichtes Buschwerk. Durch ihren Urwaldcharakter ist die Klamm ein bedeutendes Vogelbrutgebiet. | 27,28 ha  | 30.06.1978 |
| 1    | Datei hochladen | Klamm mit drei Wasserfällen in Ebenau                         | NDM00041 | Ebenau Standort | Die Klamm des Schwarzaubachs mit den 3 Felsstufen liegt neben der Straße inmitten des Ortes. | 0,44 ha   | 20.09.1934 |
| 1    | Datei hochladen | Die Plötz am mittleren Rettenbach in Ebenau                   | NDM00042 | Ebenau Standort | → Hauptartikel : Plötz (Wasserfall) f1 | 4,18 ha   | 08.10.1934 |
| 1    | Datei hochladen | Quellengrotte des Ehrenbaches Ursprung                        | NDM00038 | Elixhausen KG: Elixhausen GrStNr: 1055 Standort | Die Quellengrotte aus Nagelfluh befindet sich neben dem Fischerhäusl und stellt einen Moränenrückstand des Salzachgletschers dar. | 12 m²     | 20.03.1934 |
| 1    | Datei hochladen | Strudelloch „Stadlerkessel“ im Kehlbachgraben                 | NDM00062 | Elsbethen KG: Elsbethen GrStNr: 761; 764 Standort | Der tief in den Felsen eingeschnittene Kehlbach fließt über mehrere Felsstufen, seine kleinen Wasserfälle formten über Jahre hinweg Strudellöcher, sogenannte Kolke aus. Das bekannteste Strudelloch trägt den Namen „Stadlerkessel“. | 62 m²     | 22.06.1959 |
| 1    | Datei hochladen | Der Archstein                                                 | NDM00130 | Elsbethen KG: Elsbethen GrStNr: 936 Standort | → Hauptartikel : Archstein f1 | 0,12 ha   | 02.07.1975 |
| 1    | Datei hochladen | Trockene Klammen bei Elsbethen                                | NDM00045 | Elsbethen KG: Elsbethen GrStNr: 762/7; 762/8; 762/9; 762/10; 762/11; 762/12; 782/1; 782/3; 762/13; 783 Standort                                                           | → Hauptartikel : Trockene Klamm f1 | 30,77 ha  | 07.04.1936 |
| 1    | Datei hochladen | Linde beim Feuerwehrhaus                                      | NDM00210 | Elsbethen KG: Elsbethen GrStNr: 676/2 Standort | Die etwa 320 Jahre alte Linde prägt das örtliche Landschaftsbild durch ihren ebenmäßigen Wuchs mit knorrigem Stamm in sehr attraktiver Weise. | 79 m²     | 11.06.1987 |
| 1    | Datei hochladen | Linde beim Pulvermacherguetl in Glasenbach                    | NDM00136 | Elsbethen Standort | Die Sommerlinde ist gut 250 Jahre alt. Sie hat einen zweistämmigen Kronenaufbau. | 113 m²    | 20.06.1976 |
| 1    | Datei hochladen | Gschirrnlinde in Eugendorf                                    | NDM00199 | Eugendorf Standort | Die Gschirrnlinde steht vollkommen frei auf einem sanften Wiesenhügel neben dem Gasthof Gschirrnwirt in Eugendorf. Ihr Standort macht sie zur landschaftsbeherrschenden Einzelerscheinung. Ihre Borke ist von Blitzeinschlägen gezeichnet. | 201 m²    | 27.11.1985 |
| 1    | Datei hochladen | Dorflinde in Faistenau                                        | NDM00020 | Faistenau GrStNr: 858 Standort | Der als „1000-jährige Linde“ bezeichnete Baum prägt mit seinem mächtigen Wuchs den Dorfplatz von Faistenau. Der 3 m breite Stamm ist hohl, sodass das wahre Alter in Ermangelung eines Großteils der Jahresringe nicht genau bestimmbar werden kann. | 53 m²     | 11.01.1933 |
| 0    | Datei hochladen | Kirchenbuehel in Fuschl                                       | NDM00074 | Fuschl am See | Die terrassierte Flussschotterablagerung des Kirchenbühels liegt am Fuß des Ellmausteins, sie ist in ihrem Ostteil eine eiszeitliche Moräne. Der dreistufiger Aufbau zeigt das etappenweise Absinken des spätglazialen Fuschlsees. | 6,05 ha   | 22.04.1964 |
| 1    | Datei hochladen | Feldgehölz auf Parzelle 208/2 KG Hallwang                     | NDM00077 | Hallwang KG: Hallwang I GrStNr: 3264 Standort | Die Baumgruppe „Feldgehölz“ liegt auf einer Bodenwelle, die sich unmittelbar am Westrand der Trasse der West Autobahn etwa 500 m südwestlich der Pfarrkirche Hallwang erhebt. Durch diese hervorragende Lage und durch ihren geschlossenen, hohen Wuchs verleiht die Baumgruppe dem Landschaftsbild in der Umgebung der alten Kirchensiedlung Hallwang unweit der Salzburger Stadtgrenze ein besonders charakteristisches Gepräge. Durch das Feldgehölz wird der landschaftlich reizvolle Blick von der Autobahn nach Westen zur Wallfahrtskirche Maria Plain begrenzt. Desgleichen wird bei der Fahrt von Salzburg nach Wien der Blick auf die Ortschaft Hallwang durch das Feldgehölz in besonders schöner Weise bereichert. | 0,12 ha   | 12.10.1965 |
| 1    | Datei hochladen | Zwei Linden in Henndorf                                       | NDM00029 | Henndorf am Wallersee KG: Henndorf Standort | Zwischen den beiden Sommerlinden steht die 1875 errichtete Sagmühlkapelle. Die ältere Linde ist rund 250 Jahre alt. | 413 m²    | 08.11.1933 |
| 1    | Datei hochladen | Linden in Kirchfenning                                        | NDM00084 | Henndorf am Wallersee GrStNr: 3323; 3319; 3318 Standort | Die besonders imposante Erscheinung der beiden Sommerlinden erklärt sich aus den zu einem gemeinsamen Dach aus Ästen vereinigten sehr knapp nebeneinander stehenden Kronen über der zwischen ihnen geschützten Hiasnbauerkapelle. | 573 m²    | 23.08.1967 |
| 1    | Datei hochladen | Lindengruppe auf der Bärenleiten                              | NDM00239 | Henndorf am Wallersee Standort | Die auf einer Anhöhe, optisch als Einheit wirkende Lindengruppe auf der Bärenleitn stellt ein weithin sichtbares und daher landschaftsprägendes Element dar. Zusammen mit einem Marterl war sie ein wichtiger Orientierungspunkt in der Landschaft und ist auch heute noch ein besonderer Blickfang. | 0,2 ha    | 09.06.1992 |
| 0 BW | Datei hochladen | Erratischer Block südlich von Hintersee, Satzstein            | NDM00036 | Hintersee KG: Hintersee GrStNr: 385/2 Standort | Der erratische Block südlich des Hintersees, Findling oder im Volksmund auch „Satzstein in Hintersee“ genannt, liegt am Weg zum Satzsteingut. Er wurde im talauswärts wandernden Gletscher an seinen heutigen Standort verfrachtet. Deutlich überhängend prägt der Eiszeitzeuge überwältigender Naturkraft das örtliche Landschaftsbild bedeutend. | 93 m²     | 22.12.1933 |
| 1    | Datei hochladen | Eiskapelle im Griessbachgraben                                | NDM00124 | Hintersee GrStNr: 340 Standort | Der durch Abschmelzung unterhöhlte Lawinenkegel, im Volksmund Eiskeller oder „Eiskapelle im Grießbachgraben“ genannt, liegt in einem Kessel im Nordostabfall des Wieserhörndls. Über die steilen Wände stürzen die Lawinen in den Kesselboden. Durch die Fallgeschwindigkeit und davon ausgelösten hohen Druck beim Aufprall wird der Schnee zusammengepresst. Ein talauswärts liegender Moränen- und Schuttkegel verhindert den Abtransport des Lawinenschnees. Die schattige Lage und die lokalklimatisch bedingt großen Niederschlagsmengen sorgen für die alljährliche Erneuerung und damit für den Fortbestand der Eiskapelle.                                                                                            | 142,06 ha | 14.10.1974 |
| 0 BW | Datei hochladen | Dorflinde in Hintersee                                        | NDM00150 | Hintersee Standort | Die mittlerweile gut über 150 Jahre alte, die Häuser der Umgebung deutlich überragende Dorflinde, eine Sommerlinde, wurde zu einem der Kaiserjubiläen gesetzt und entwickelte sich zu einem das Ortsbild von Hintersee prägenden optischen Schwerpunkt auf dem Dorfplatz. | 154 m²    | 22.11.1977 |
| 0 BW | Datei hochladen | Linde beim Hinterer-Gut                                       | NDM00094 | Hintersee Standort | Der Baum besticht mit seinem Aussehen. Besonders schön ist der ca. 1 m hohe Wurzelanlauf in Form von etwa 20 Rippen. | 453 m²    | 25.01.1971 |
| 1    | Datei hochladen | Hochstein                                                     | NDM00253 | Koppl GrStNr: 506 Standort | Die Felsrippe stellt eine Fossilienfundstelle dar, die einen erdgeschichtlichen Aufschluss zeigt. Der Aufschluss besteht aus Nummulitenkalken, die Zeugnis eines einstigen Meeres sind. | 610 m²    | 15.08.2008 |
| 1    | Datei hochladen | Linde in Spannswag                                            | NDM00057 | Köstendorf GrStNr: 4804 Standort | Die 370 Jahre alte Sommerlinde ist ein prägendes Element in der Ortsmitte von Spannswag. Der Baum bietet in Gestalt seiner vielen Moospolster und Faulstellen ein wichtiges Mikro-Ökosystem für zahlreiche Insekten und stellt damit ein gutes Jagdgebiet für Vögel und Fledermäuse dar. | 114 m²    | 16.12.1958 |
| 1    | Datei hochladen | Linde bei Enharting                                           | NDM00212 | Köstendorf Standort | Die Sommerlinde wird zusammen mit einer kleinen benachbarten Kapelle als Wahrzeichen von Enharting betrachtet. Sie beherrscht und prägt das örtliche Landschaftsbild in hohem Maß. | 314 m²    | 12.06.1987 |
| 1    | Datei hochladen | Linde am Stiftsplatz, Mattsee                                 | NDM00211 | Mattsee KG: Mattsee GrStNr: 545/2 Standort | Die Winterlinde wird zu den schönsten Linden des Flachgaus gezählt. Sie teilt sich in 4 m Höhe in sieben starke Äste, ist 30 m hoch mit 23 × 18 m Krone und gut 3½ m Stammumfang. | 453 m²    | 11.06.1987 |
| 1    | Datei hochladen | Linde in Zellhof, Mattsee                                     | NDM00213 | Mattsee KG: Mattsee GrStNr: 267/4 Standort | Die Sommer-Linde im Denkmalschutzensemble Zellhof wird auf ein Alter von rund 410 Jahren geschätzt. Die doppelstämmige Linde hat einen Umfang von 5½ m. Im LSG Trumerseen (LSG00060). | 381 m²    | 12.06.1987 |
| 1    | Datei hochladen | Linde beim Kriegerdenkmal                                     | NDM00220 | Neumarkt am Wallersee GrStNr: 73/5 Standort | Auf einer kleinen Anhöhe steht das Kriegerdenkmal in Neumarkt am Wallersee. Die eng benachbarte, rund 270 Jahre alte Linde bildet mit dem Denkmal ein harmonisches Ensemble und auffälligen Blickfang in der Landschaft. | 450 m²    | 15.03.1988 |
| 1    | Datei hochladen | Große Linde am Kirchplatz                                     | NDM00221 | Neumarkt am Wallersee GrStNr: 246/4 Standort | Die „Große Linde am Kirchplatz“ ist einer der ältesten Bäume in Neumarkt. Mit 30 Metern Gesamthöhe und 2 Metern Stammdurchmesser ist der mehrere hundert Jahre alte Baum einer der ortsbildprägendsten im Bundesland Salzburg. | 450 m²    | 15.03.1988 |
| 1    | Datei hochladen | Kroisbach Graben                                              | NDM00119 | Nußdorf am Haunsberg KG: Weithwörth GrStNr: 1108; 269/4 Standort | Der Kroisbachgraben beherbergt fossile Aufschlüsse aus der Paleozän-Formation. Die Gesteine sind rund 50 Millionen Jahre alt. | 0,19 ha   | 12.12.1973 |
| 1    | Datei hochladen | Frauengrube                                                   | NDM00257 | Nußdorf am Haunsberg KG: Weitwörth GrStNr: 269/4 Standort | Bei dem rund 8 × 10 m großen Aufschluss handelt es sich um eine Diskordanz aus hell gebankten Lithothamnienkalk und Bonerz. | 431 m²    | 26.01.2012 |
| 1    | Datei hochladen | Linde in Maria Bühel                                          | NDM00153 | Oberndorf bei Salzburg KG: Oberndorf GrStNr: 247 Standort | Die Linde markiert den Sammelpunkt der Pilger zur Wallfahrtskirche Maria Bühel. | 44 m²     | 16.06.1978 |
| 0 BW | Datei hochladen | Linden in Obertrum                                            | NDM00012 | Obertrum am See KG: Obertrum GrStNr: 350/1 Standort | Die 110-jährigen Linden mit ihren hohen, prächtigen Kronen fügen sich wirkungsvoll in das Ortsbild von Obertrum ein. Durch die zunehmende Lebensraumeinschränkung aufgrund von Flächenversiegelungen (Verlust der Linde beim Sudhaus) unterliegt dieses schutzwürdige Kleinod einer strengen Kontrolle. | 210 m²    | 03.05.1932 |
| 0 BW | Datei hochladen | Stieleiche, Obertrum                                          | NDM00230 | Obertrum am See KG: Obertrum GrStNr: 1792 Standort | Die Stieleiche befindet sich im Bereich der Mattig-Terrasse und weist einen Durchmesser von gut 0,8 m auf. | 113 m²    | 23.10.1990 |
| 1    | Datei hochladen | Steinklüfte am Plombergstein                                  | NDM00028 | Sankt Gilgen GrStNr: 240 Standort | Der Bergsturz vom Plombergstein in St. Gilgen wurde durch den Rückzug der eiszeitlichen Gletscher und der damit wegfallenden Stütze ausgelöst. Er hinterließ an dessen Fuß ein wildes, mittlerweile von Wald umgebenes, Chaos aus Gesteinsmassen, die so genannten „Steinklüfte am Plombergstein“. Einzelne Steinformationen erhielten Namen aufgrund ihrer Lage, Form oder im Gedenken an besondere gesellschaftlicher Ereignisse z. B. Franzosenloch oder Teufelsschlucht. Zwischen ihnen verlaufen reizvoll gelegene Pfade. Die enge, höhlenartige Klüftigkeit lässt Vorkommen von Fledermäusen nicht unwahrscheinlich erscheinen.                                                                                          | 3,14 ha   | 05.11.1933 |
| 1    | Datei hochladen | Linde am Kirchenplatz in St. Gilgen                           | NDM00054 | Sankt Gilgen GrStNr: 906/1 Standort | Die Sommerlinde am Kirchenplatz wurde 1870 anlässlich der Geburt des späteren Komponisten August Brunetti-Pisano unmittelbar vor dem Gasthof Kendler gepflanzt. | 89 m²     | 11.08.1955 |
| 0 BW | Datei hochladen | Fels- und Baumpartie am Scharflingerberg                      | NDM00055 | Sankt Gilgen KG: Oberburgau GrStNr: 117/1 Standort | Die Fels- und Baumpartie am Scharflingerberg ist eine an einem Parkplatz am Scharflingerberg liegende markante Felsformation, deren Erhaltungswürdigkeit als landschaftsprägendes Element unmittelbar neben der Straße für bedeutend erachtet wurde. | 3,89 ha   | 10.10.1958 |
| 1    | Datei hochladen | Burggrabenklamm                                               | NDM00065 | Sankt Gilgen Standort | Der Burgaubach schneidet auf seinem Weg zum Attersee sein Bett in den Wettersteinkalk. Ein in Stein gemeißelter Steig durch die Burggrabenklamm führt in einen so genannten Dom mit einem 18 m hohen Wasserfall. Ab hier beginnt das Schafbergmassiv. Vom oberen Schluchtrand ergeben sich eindrucksvolle Blicke in die Tiefe. Von der Ackeralpe aus kann ein guter Überblick über die Klamm gewonnen werden. | 5,56 ha   | 11.08.1960 |
| 0 BW | Datei hochladen | Linde beim Haas-Häusl in Ried                                 | NDM00086 | Sankt Gilgen GrStNr: 52/2 Standort | Die mit rund 170 Jahren noch relativ junge Sommerlinde Landauer Linde beim Haashaus in Ried steht als besonders landschaftsprägender Blickfang nahe dem Wolfgangseeufer. | 707 m²    | 28.11.1968 |
| 1    | Datei hochladen | Neue Kaiserbuche                                              | NDM00252 | Obertrum am See KG: Schönstraß GrStNr: 1466 Standort | Die Kaiserbuche war zur Erinnerung an einen Besuch von Kaiser Joseph II. neben einer Kapelle gepflanzt worden. Sie war eine weitum sichtbare Landmarke und fiel 2004 einem Sturm zum Opfer. 2005 und 2009 pflanzte man einen Ableger des Baumes nach. | 50 m²     | 31.08.2005 |
| 0 BW | Datei hochladen | Weißdornbaum in Schleedorf                                    | NDM00233 | Schleedorf GrStNr: 2051 Standort | Freistehende, mit kugelförmiger Krone gewachsene Weißdornbäume wie dieser sind in der ausgeräumten Landschaft des Flachgaus eine Seltenheit. | 29 m²     | 21.05.1991 |
| 1    | Datei hochladen | Wildkar-Wasserfall                                            | NDM00144 | Seeham KG: Matzing GrStNr: 2080/2; 363/1; 335; 778; 817 Standort | Der Wildkar-Wasserfall ist ein Abfall des Teufelsgrabenbaches, wobei die obere Stufe 8 m und die untere Stufe 12 m hoch ist. | 1,09 ha   | 01.06.1977 |
| 1    | Datei hochladen | Linde auf der Wiesenparzelle Nr.421 Brunn Gemeinde Seekirchen | NDM00016 | Seekirchen am Wallersee GrStNr: 421 Standort | Die rund 390 Jahre alte Linde steht bei einem Gehöft und beherrscht auf ihrem erhöhten Standort ihre Umgebung. | 55 m²     | 10.01.1933 |
| 1    | Datei hochladen | Linden auf der Schanze Straßwalchen                           | NDM00015 | Straßwalchen KG: Strasswalchen Markt GrStNr: 176/1 Standort | Zwei Sommerlinden auf der denkmalgeschützten Schanze der Bauernkriege. | 0,35 ha   | 23.06.1932 |
| 0 BW | Datei hochladen | Landauer Linde                                                | NDM00085 | Strobl, Gschwendt 24 GrStNr: 912/2 Standort | Die etwa 260 Jahre alte Sommerlinde Landauer Linde wächst direkt neben dem Landhaus Landauer im Ortsteil Gschwendt von Strobl. Sie ist mit ihrem mächtigen Stamm und der umfangreichen Krone ein landschaftsprägender Baum auf etwas erhöhtem Standort. | 113 m²    | 05.08.1968 |
| 1    | Datei hochladen | Linde in Webersberg                                           | NDM00236 | Seeham KG: Matzing GrStNr: 232 Standort | Die Winterlinde wird auf ein Alter von 380 Jahre geschätzt und ist die mächtigste Linde des Flachgaus. Die Linde weist eine kugelige Krone von 25 m Durchmesser auf. | 29 m²     | 16.01.1992 |
| 1    | Datei hochladen | Linde vor dem Gasthaus Moser in Thalgau                       | NDM00039 | Thalgau KG: Thalgau GrStNr: 876 Standort | Die Sommerlinde wurde aufgrund ihrer landschaftsprägenden Wirkung unter Schutz gestellt. Der mehrere 100 Jahre alte Baum hat 2 Hauptstämme, die sich in beeindruckender Weise in mehrere Äste gabeln. | 67 m²     | 25.05.1934 |
| 1    | Datei hochladen | Kaiserjubilaeumslinde in Thalgau                              | NDM00040 | Thalgau KG: Thalgau GrStNr: 918 Standort | Die im Jahre 1898 gesetzte, damit 127 Jahre alte Kaiserjubiläumslinde prägt den Ortskern von Thalgau. | 43 m²     | 25.05.1934 |
| 1    | Datei hochladen | Lindengruppe beim Storegger-Gut in Thalgau                    | NDM00104 | Thalgau GrStNr: 49/3 Standort | Die auf abfallenden Gelände wachsenden drei landschaftsprägenden Winterlinden bilden auf der Wetterseite einen grünen Wall als Schutz gegen Wind und Wetter. Als freistehende Wetterbäume tragen die Linden einen artenreichen Rindenaufwuchs aus Moosen und Flechten. | 0,16 ha   | 11.12.1972 |
| 1    | Datei hochladen | Tofferl-Eiche                                                 | NDM00198 | Wals-Siezenheim KG: Gois GrStNr: 341/13; sowie die umgebende Grundfläche (680/4, 341/14, 1888/7) Standort                                                                 | Die Stieleiche hat eine Höhe von gut 25 m, eine Krone von 20–25 m und einen Stammumfang von 5 m. | 616 m²    | 26.11.1985 |
| 0 BW | Datei hochladen | Linde in Viehhausen                                           | NDM00127 | Wals-Siezenheim GrStNr: 2127; 2132/2 Standort | Die mindestens 250 bis 350 Jahre alte Winterlinde prägt mit ihrer kugeligen Wuchsform, dem massiven Wurzelanlauf und ihrer ebenmäßigen Stammverzweigung das Ortsbild in eindrucksvoller Weise. Auf der für alte Bäume typisch rauen und rissigen Rinde hat sich, besonders auf der Wetterseite, eine artenreiche Moos- und Flechtengesellschaft angesiedelt. | 314 m²    | 17.06.1975 |

## Ehemalige Naturdenkmäler
| Foto |                 | Name                        | ID       | Standort                                           | Beschreibung | Fläche | Datum      |
| ---- | --------------- | --------------------------- | -------- | -------------------------------------------------- | --- | ------ | ---------- |
| 1    | Datei hochladen | Birnbaum auf dem Walserfeld | NDM00014 | Wals-Siezenheim KG: Wals I GrStNr: 1515/2 Standort | Der Walser Birnbaum ist vielleicht seit 1564 belegt und wurde mehrmals nachgepflanzt. Der heutige Baum wurde 2015 gesetzt. Er ist das Symbol der Gemeinde und mit Sagen um den Untersberg verwoben. | 18 m²  | 30.05.1932 |

| Foto:                    | Fotografie des Naturdenkmals. Klicken des Fotos erzeugt eine vergrößerte Ansicht. Daneben finden sich zwei Symbole: \| Weitere Bilder vorhanden \| Das Symbol bedeutet, dass weitere Fotos des Objekts verfügbar sind. Durch Klicken des Symbols werden sie angezeigt. \| \| Eigenes Foto hochladen \| Durch Klicken des Symbols können weitere Fotos des Objekts in das Medienarchiv Wikimedia Commons hochgeladen werden. \| |
| Name:                    | Bezeichnung des Naturdenkmals laut offiziellen Quellen |
| ID                       | Identifikator |
| Standort:                | Es ist die Gemeinde und falls vorhanden die Adresse angegeben. Darunter sind die Katastralgemeinde (KG) und die Grundstücksnummer angeführt. Durch Aufruf des Links Standort wird die Lage des Denkmals in verschiedenen Kartenprojekten angezeigt. |
| Beschreibung             | Kurze Beschreibung des Naturdenkmals |
| Fläche                   | Fläche des Naturdenkmals in Hektar (ha) |
| Datum                    | Datum oder Jahr der Unterschutzstellung |
| Weitere Bilder vorhanden | Das Symbol bedeutet, dass weitere Fotos des Objekts verfügbar sind. Durch Klicken des Symbols werden sie angezeigt. |
| Eigenes Foto hochladen   | Durch Klicken des Symbols können weitere Fotos des Objekts in das Medienarchiv Wikimedia Commons hochgeladen werden. |

- Saalach-Au in Rott, Wals-Siezenheim (1973)
- Linden, Großgmain (1960)
- Zirbe in Oberndorf, Oberndorf bei Salzburg (1971)[2]
- Birkengruppe, Obertrum am See (1973)[3]
- Linde in Spanswag, Köstendorf (1958)
- Linden in Thalham, Straßwalchen (1958)[4]
- (Ehemalige) Doppelbuche auf dem Glanzhügel, Neumarkt am Wallersee (1958)
- Kastanienreihe in Sighartstein, Neumarkt am Wallersee (1977)
- Hecke und Baumgruppe bei der Wiesmühl, Henndorf am Wallersee (1973)[5]